# Уочи Свих светих
Уочи Свих светих је детективски роман британске списатељице Агате Кристи који је први пут објављен у Великој Британији од стране издавачке куће "Collins Crime Club" у новембру 1969. године и у САД-у од стране издавачке куће "Dodd, Mead and Company" касније исте године. Британско издање продавало се по цени од 25 шилинга. У припреми децимализације 15. фебруара 1971. године, цена је била 1,25 фунти. Цена америчког издања била је 5,95 долара.
У роману се појављују белгијски детектив Херкул Поаро и писатељица загонетних романа Аријадна Оливер која је отворила роман на забави поводом Ноћи вештица. Једна девојчица на забави тврди да је била сведокиња убиства које се десило када је она била још млађа па није схватила да је убиство. Убрзо је и сама девојчица пронађена убијена, а Оливерова позива Поароа у помоћ. Ова књига била је посвећена П. Г. Водхаусу.
Рецензија у време објављивања и још 20 година касније сматрају да ова прича није једна од најбољих Агате Кристи јер је "разочарање", пуна незавршених крајева и неостварених ликова.

## Радња
На прослави Ноћи вештица у кући Роуене Дрејк у Вудли комону, тринаестогодишња Џојс Рејнолдс говори присутнима да је једном видела убиство, али је схватила да је то било убиство тек касније. Када је прослава завршена, Џојс је пронађена мртва, удављена у лавору са јабукама. Аријадна Оливер, која је присуствовала прослави док је била у посети својој пријатељици Џудит Батлер позива Херкула Поароа да истражи убиство и Џојсину тврдњу. Уз помоћ надзорника у пензији Спенса, Поаро прави списак умрлих и несталих у последњих неколико година у Вудли комону. Роуенина тетка госпођа Луелин-Смајт изненада је умрла, њена дружбеница Олга Семинов нестала пошто је за додатак опоруци којим опорука иде у њену корист откривено да је кривотворен, заступничког службеника Леслија Феријеа је непознати нападач избоо ножем у леђа, шеснаестогодишња продавачица Шарлот Бенфилд пронађена је мртва са вишеструким повредама главе, а учитељица из школе "Елмс" Џенет Вајт се утопила.
Поаро сазнаје неколико занимљивих чињеница: Џудитина ћерка Миранда била је Џојсина најбоља пријатељица и њих две су делиле тајне. Џојс је била позната по причању прича како би привукла на себе пажњу. Елизабет Витакер, наставница математика које је била на прослави, видела је како се Роуена запрепастила и испустила стаклену саксију са водом пред вратима библиотеке док су посетиоцу играли змајева. Ферије је раније био осуђиван за кривотворење, а многи су сумњали да су он и Олга заједно хтели да покраду госпођу Луелин-Смајт. Бивша кућна помоћница госпође Луелин-Смајт била је сведокиња док је њена послодавка састављала додатак опоруци. Прелеп врт изграђен на напуштеном каменолому за госпођу Луелин-Смајт израдио је Мајкл Гарфилд, човек са самољубивим понашањем. Џојсин брат Леополд је у последње време постао пун новца.